# Salicilato de colina
Salicilato de colina (em latim colina salicylas) é um composto químico orgânico pertence a um grupo de derivados do ácido salicílico. É uma substância bem tolerado pelo organismo humano. É um analgésico, anti-inflamatório e antipirético (pouco). Portanto, é utilizado em pediatria, no tratamento a longo prazo de inflamações da boca, ouvidos ou nariz após extrações dentárias, e em doenças reumáticas.